# Sebastian Nađ
Sebastian Nađ –en serbio, Себастијан Нађ– (Senta, 30 de mayo de 1997) es un deportista serbio que compite en lucha grecorromana. Ganó una medalla de oro en el Campeonato Mundial de Lucha de 2022, en la categoría de 63 kg.

## Palmarés internacional
| Campeonato Mundial | Campeonato Mundial | Campeonato Mundial | Campeonato Mundial |
| Año                | Lugar              | Medalla            | Categoría          |
| ------------------ | ------------------ | ------------------ | ------------------ |
| 2022               | Belgrado (Serbia)  | Medalla de oro     | 63 kg              |